# Pounje
Pounje je mikroregija slijeva rijeke Une. Sastavljena je od tri dijela. Dva dijela su u Hrvatskoj, dok je u Bosni i Hercegovini jedan. Pored rijeke Une obuhvaćeni su i pritoci rijeke Une. Pounje od dva dijela u Hrvatskoj se dijeli na gornje Pounje, koje obuhvaća krajnji istok Like, i donje Pounje koje obuhvaća istok Banovine.

## Stanovništvo
Dio Pounja u Hrvatskoj je relativno slabo naseljen, a najveći grad je Hrvatska Kostajnica. U susjednoj BiH je najveći pounski grad Bihać.

## Vanjske poveznice
- Pounje na enciklopedija.hr